# Gare de Mont-sur-Meurthe
Gare de Mont-sur-Meurthe vasútállomás Franciaországban, Mont-sur-Meurthe településen.

## Vasútvonalak
Az állomást az alábbi vasútvonalak érintik:
- Párizs-Strasbourg-vasútvonal
- Mont-sur-Meurthe-Bruyères-vasútvonal

## Kapcsolódó állomások
A vasútállomáshoz az alábbi állomások vannak a legközelebb:
- Gare de Blainville - Damelevières
- Gare de Lunéville